# Non-anniversaire

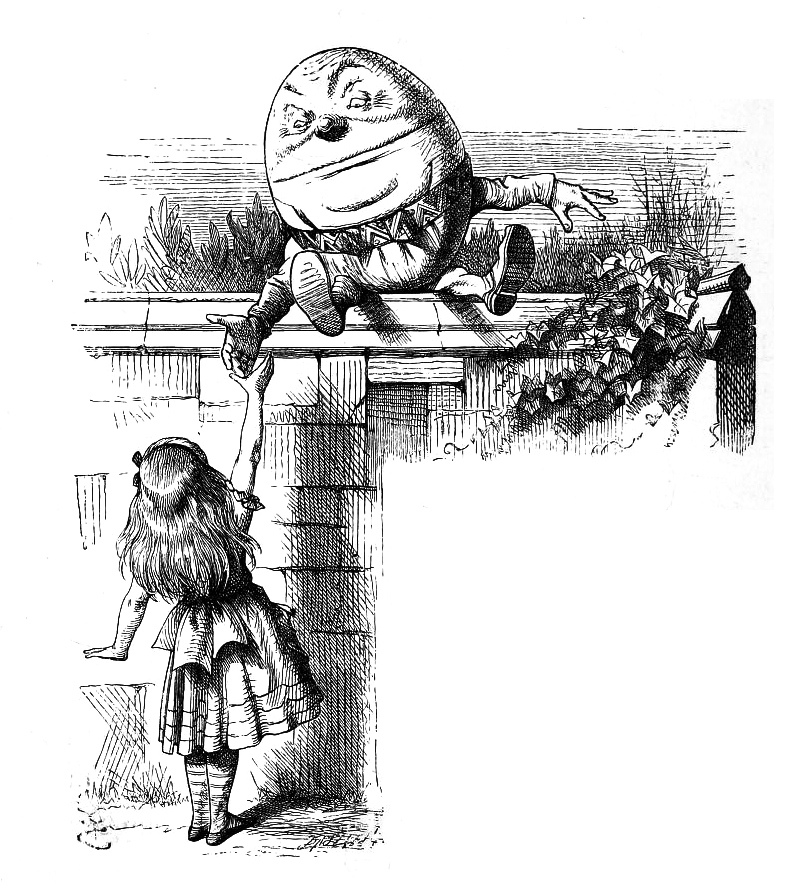
Humpty Dumpty portant la cravate reçue comme cadeau de non-anniversaire. Illustration de John Tenniel pour De l'autre côté du miroir.

Le non-anniversaire est un événement célébré n'importe quel jour de l'année, sauf celui de son anniversaire. C’est un néologisme, un-birthday en anglais, créé par Lewis Carroll dans son roman De l'autre côté du miroir publié en 1871.
Une chanson, Un joyeux non-anniversaire, apparaît dans le film d'animation de Walt Disney, Alice au pays des merveilles de 1951.